# Rognvald Gardsson
Rognvald (Rugalf) Gardsson (n. 445?), fue un caudillo vikingo, rey de Rogaland, Noruega. Nació en Ogdum, Romsdal, uno de los siete hijos del rey Gard Agdi, hijo de Nór (cuyo nombre dio origen a Noruega) y le sucedió en el trono su hijo Augvald.